# (6608) Davidecrespi
(6608) Davidecrespi – planetoida z grupy pasa głównego asteroid okrążająca Słońce w ciągu 3 lat i 303 dni w średniej odległości 2,45 j.a. Została odkryta 2 listopada 1991 roku w Obserwatorium Palomar przez Eleanor Helin. Nazwa planetoidy pochodzi od Davida Crespi (ur. 1970), włoskiego astronoma amatora, obserwatora planetoid z Obserwatorium Suno w Novara. Nazwa została zaproponowana przez S. Foglia. Przed jej nadaniem planetoida nosiła oznaczenie tymczasowe (6608) 1989 TQ1.